# نبردناو

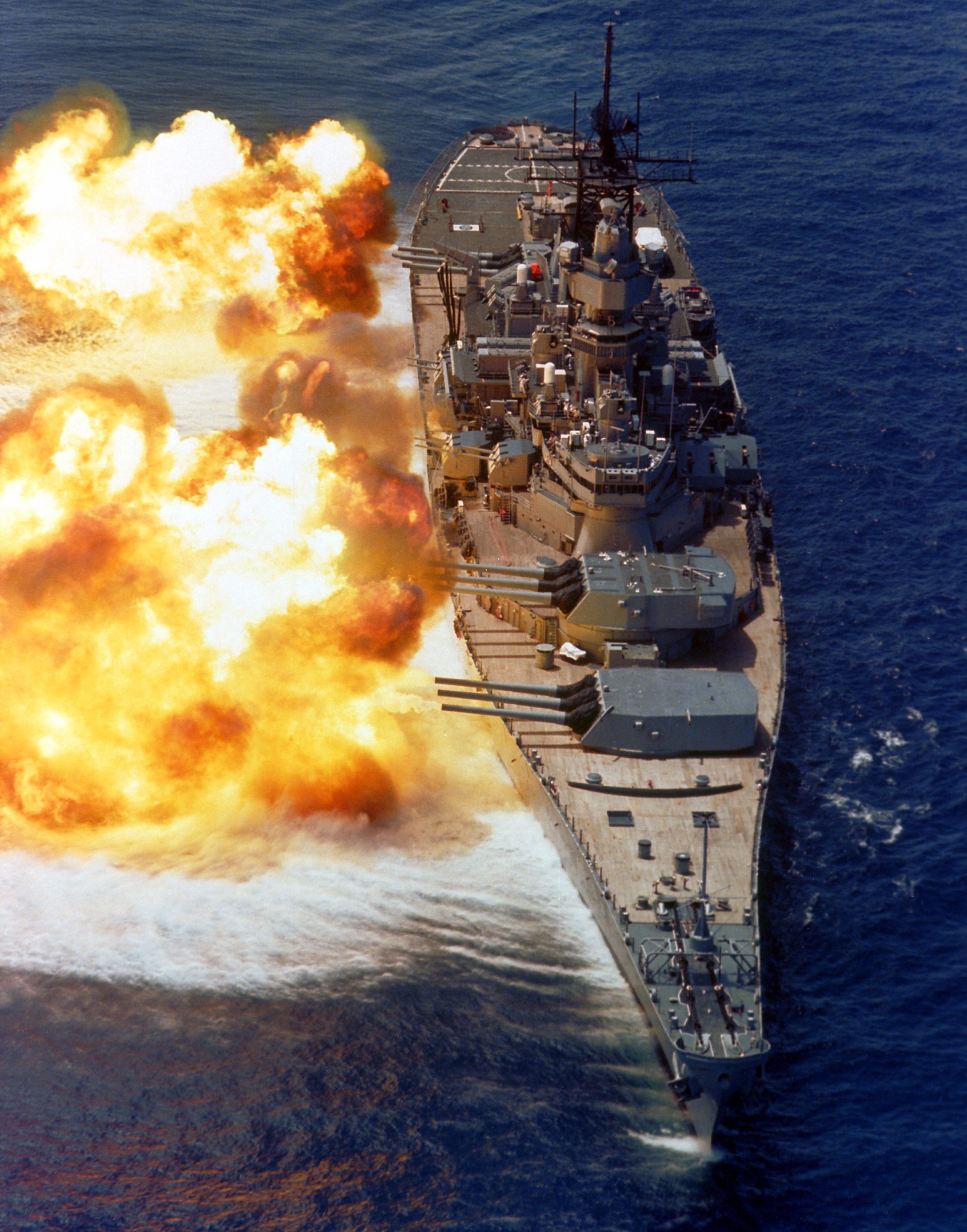
قدرت آتش نبردناو یواس‌اس آیووا

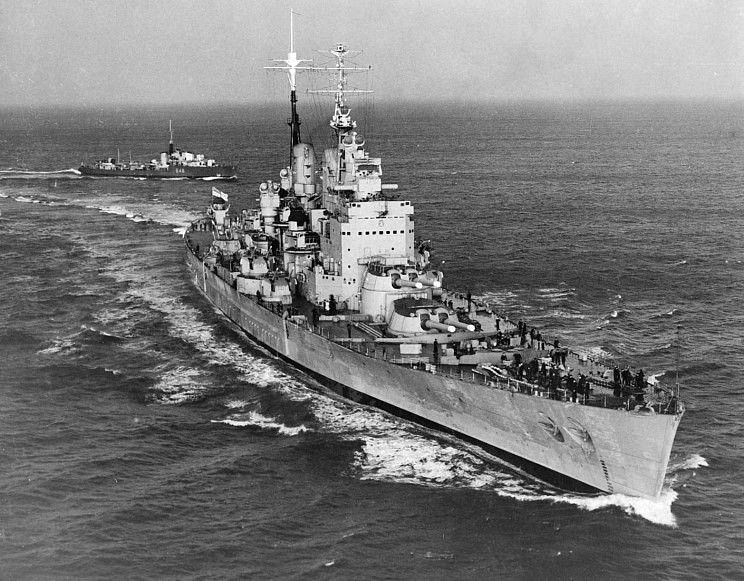
نبردناو بریتانیایی اچ‌ام‌اس ون‌گارد آخرین نبردناو ساخته‌شده

نبردناو (به انگلیسی: Battleship) گونه‌ای کشتی جنگی بزرگ با زره ضخیم است که تسلیحاتی با بزرگ‌ترین کالیبر توپ‌ها دارد.
نبردناوها از سال ۱۸۷۵ تا پایان جنگ جهانی دوم قدرتمندترین کشتی‌های جنگی به‌شمار رفته و با قدرت آتش و زره بهتری نسبت به رزم‌ناوهای نبرد، رزم‌ناوها و ناوشکن‌ها، اهمیت راهبردی فوق‌العاده‌ای داشته و نمادی از قدرت ناوگان دریایی یک کشور به‌شمار می‌رفتند اما پیشرفت هواگردهای جنگی و افزایش برد آن‌ها و همین‌طور ساخت بمب‌ها و موشک‌های هدایت‌شونده موجب شد تا اهمیت توپ‌های بزرگ و دوربرد رو به کاهش بگذارد. زره نبردناوها قدرت حفاظت از آن‌ها در مقابل برخورد موشک‌های دارای کلاهک هسته‌ای را نداشت و مشخص شد که احتمال درگیری بین نبردناوها بسیار پایین است؛ در نتیجه تمامی کشورها نبردناوهای خود را که هزینه تولید و نگهداری بسیار سنگینی داشتند از نیروی دریایی خارج کردند. هرچند آمریکایی‌ها در دهه ۱۹۸۰ مجدداً چهار نبردناو کلاس آیووا ساخت جنگ جهانی دوم خود را به خدمت فراخواندند اما آن‌ها نیز در اوایل دهه ۱۹۹۰ از فعالیت خارج شده و آخرین آن‌ها در سال ۲۰۰۶ به‌طور قطعی از فهرست تجهیزات نیروی دریایی خارج شد.
طراحی نبردناوها به مرور در طول زمان با فناوری دگرگون شده‌است. در سال ۱۹۰۶، نبردناو بریتانیایی دریدنوت انقلابی در طراحی نبردناوها بود و برای سالیان دراز نبردناوهای نوین با نام «دریدنوت» مورد خطاب قرار می‌گرفتند.
نبردناوها برای دهه‌ها نماد افتخار و قدرت نیروهای دریایی و شکوه و توان ملی بودند. نبردناوها یک عامل مهم در نیروهای نظامی و سیاست بودند به طوری که رقابت تسلیحاتی آغاز سدهٔ بیستم بر سر ساختن نبردناوها یکی از دلایل اصلی آغاز جنگ جهانی اول بود.
پیمان‌های دریایی دهه‌های ۱۹۲۰ و ۱۹۳۰ تعداد نبردناوها را محدود کرد ولی باعث پایان تحول در طراحی آن‌ها نشد.
در جریان جنگ جهانی دوم هر دو طرف از نبردناوهای جدید و قدیمی استفاده می‌کردند. غیر از نبرد یوتلند، برخورد بین نبردناوها بسیار اندک بوده‌است. با افزایش برد نبردها در طول جنگ جهانی دوم، نبردناوها جای خود را به عنوان رکن اصلی ناوگان‌های دریایی به ناوهای هواپیمابر دادند.
نبردناوها در نیروی دریایی ایالات متحده در دوران جنگ سرد تنها برای مقاصد پشتیبانی توپخانه به کار رفتند. سرانجام آخرین نبردناو دنیا در مارس سال ۲۰۰۶ از فهرست کشتی‌های ایالات متحده خارج شد.

## تاریخ
کشتی‌های موسوم به گالی با نیرو محرکه پارو و دماغه دراز زیر آب، نخستین نبردناوهای تاریخ دانسته می‌شوند. این شناورها با کوبیدن خود به شناورهای دشمن و پیاده کردن افراد مسلح در آن‌ها دشمنان را مورد حمله قرار می‌دادند. عصر گالی‌ها با ابداع احتمالی آن توسط مینوسی‌ها در جزیره کرت، از حدود ۲۰۰۰ سال پیش از میلاد تا اواخر سده شانزدهم، طولانی‌ترین دوره هر نوع کشتی جنگی بود.
در نهایت توپ‌های سنگین به عنوان تسلیحات اصلی در نبردهای دریایی مورد استفاده قرار گرفتند. کشتی‌های پارویی که ساختاری سبک‌تر از آن داشتند که بتوانند تعداد زیادی توپ سنگین حمل کنند و برای اقیانوس‌پیمایی نامناسب بودند، شروع به کنار گذاشته شدن از ناوگان‌های قدرت‌های دریایی کردند. از هنگام پدیداری آرمادای اسپانیا در سال ۱۵۸۸، کشتی‌های بزرگ جنگی از پیش‌ران بادبان استفاده می‌کردند و با استقرار توپ‌های سنگین در طول کشتی، نبردهای دریایی را به سلطه خود درآوردند.
کشتی‌های اصلی بزرگ جنگی سده شانزدهم گالئون‌ها با سه دکل و بادبان‌بندی کامل بودند که تسلیحات خود را به جای عرشه بالایی در سطح کشتی، در عرشه‌های توپ درون بدنه کشتی قرار می‌دادند.
تاریخ کشتی‌های جنگی بزرگ‌توپ با ساخت اچ‌ام‌اس ساورن آو ده سیز در سال ۱۶۳۷ توسط انگلیسی‌ها آغاز شد. این کشتی با وزن ناخالص ۱۴۶۶ تن، حدود ۱۰۰ توپ داشت. تسلیحات اصلی این کشتی جنگی در طول کشتی در سه عرشه توپ قرار داشت. با این حال پیاده شدن در کشتی دشمن همچنان روش اصلی رزم دریایی بود. نبرد گالارد در سال ۱۶۵۳ شاهد پدیداری رزم کنار به کنار کشتی‌ها گشت. حداقل توپ‌ها در یک طرف کشتی برای مناسب بودن آن جهت مشارکت در چنین نبردهایی از ۳۰ توپ در سال ۱۶۵۰ به ۵۰ تا ۷۴ توپ در سال ۱۸۰۰ و ۸۰ توپ در سال ۱۸۴۰ رسید. پس از نبرد ترافالگار در سال ۱۶۹۷ کشتی‌های جنگی با ۱۲۰ توپ به استاندارد کشتی‌های درجه یک تبدیل شدند. آتش این توپ‌ها با پدیداری چخماق، لوله انفجاری و پیچ بالابر به شدت ارتقا یافت. علاوه بر این روش‌های جدید ساخت بدنه‌های چوبی امکان افزایش ابعاد این «نبردناوها» را با یک چهارم فراهم ساخت.
تا اواخر سده هفدهم کشورهای اروپایی انحصار چنین تسلیحات دریایی را در اختیار داشتند. تا هنگام پا نهادن امپراتوری ژاپن در عرصه، هیچ قدرت غیر اروپایی صاحب چنین کشتی‌های جنگی بزرگ و گران‌قیمتی نبود. نیروی دریایی بریتانیا حداکثر دوازده کشتی بزرگ در یک زمان داشت. پس از ساورن آو ده سیز کشتی‌های بزرگ‌تری موسوم به کشتی خط از جمله اچ‌ام‌اس بریتانیا ساخته شدند. این کشتی‌ها حداقل ۶۰ توپ داشتند و ضخامت صفحه چوبی بیرونی آن‌ها تا ۷۵ سانتی‌متر می‌رسید. بدین شکل کشتی‌های بزرگ جنگی به پیچیده‌ترین و گران‌ترین سازه‌های زمان بدل شدند.
با توجه به برد کوتاه حدود ۱۰۰ متری توپ‌ها، درگیری بین این کشتی‌های بزرگ در فاصله‌های بسیار کم اتفاق می‌افتاد و در نتیجه اقدام برای پیاده شدن در کشتی دشمن و به غنیمت گرفتن آن هنوز مرسوم بود. جز در صورت آتش‌گرفتن و انفجار در انبار مهمات، این کشتی‌ها جنگی چوبی معمولاً حتی از شدیدترین نبردها نجات می‌افتند. تعداد بسیار اندکی در اثر گلوله‌باران دشمن از بین رفتند.